# Darvas Zsuzsanna
Darvas Zsuzsanna (Budapest, 1951. július 24./augusztus 24. – 2019. október 10.) magyar biológus.

## Életpályája
1969–1975 között az Eötvös Loránd Tudományegyetem Természettudományi Karának biológus szakán tanult; 1975-ben okleveles biológus lett. 1975–1978 között a Semmelweis Orvostudományi Egyetem egyetemi gyakornoka, 1978–1989 között egyetemi tanársegéde, 1989–2001 között egyetemi adjunktusa volt. 1983-ban egyetemi doktori címet szerzett az Eötvös Loránd Tudományegyetemen. 1987-ben a Gifui Orvostudományi Egyetem Biokémiai Intézetében volt tanulmányúton Japánban. 1989-ben a koppenhágai Pánum Intézet Biokémiai Intézetében volt tanulmányúton. 1996–1997 között ismét Japánban volt tanulmányúton; a Tohoku Egyetem II. Farmakológiai Intézetében. 1997-ben PhD. fokozatot szerzett az Eötvös Loránd Tudományegyetemen. 2000-ben a Buenos Aires-i Egyetem Rádioizotópos laboratóriumában volt tanulmányúton. 2001-től a Semmelweis Egyetem egyetemi docense volt. 2001–2003 között a NET könyvtárbizottság alelnöke volt.
Kutatási területei a hisztamin metabolizmus, a hisztamin és a citokin hálózat kapcsolata a tumorfejlődésben illetve a hisztamin és a sejtkapcsoló struktúrák valamint a hisztamin és egyes adhéziós molekulák közötti kapcsolatok voltak.

## Díjai
- Egészségügyi Miniszteri dicséret (1985)
- Kiváló dolgozó (1997)